# Joseph Burkard Leu

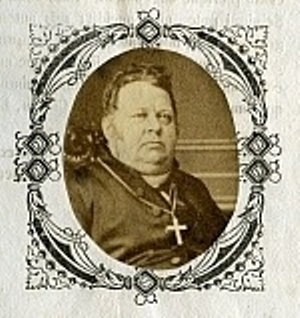
Joseph Burkard Leu

Joseph Burkard Leu oder Burkard Leu (auch Josef Burkard Leu; Pseudonym: Joseph Imhof; * 30. März 1808 in Schongau LU; † 22. Januar 1865 in Luzern) war ein Schweizer römisch-katholischer Theologe, Geistlicher und Hochschullehrer.

## Leben
Leu war Sohn des Landwirts Jost Leu, der bereits 1822 starb. Joseph Leu besuchte von 1824 bis 1829 das Luzerner Gymnasium. Dort kam er mit Jean Baptiste Girard in Kontakt. Seine weitere Ausbildung wurde unter anderem von den liberalen Politikern Josef Karl Amrhyn und Eduard Pfyffer gefördert. Von 1828/1829 bis 1831/1832 konnte er mit einem staatlichen Stipendium an der Universität Tübingen ein Studium der Theologie absolvieren. In Tübingen gehörten Johann Adam Möhler und Johann Baptist von Hirscher zu seinen Lehrern. Das Examen bestand er dort im Frühjahr 1832. Von 1832/1832 studierte er für ein Jahr Philosophie und Philologie an der Universität Berlin. Zurück in Luzern, wurde er 1833 zum Priester geweiht.
Leu wurde im Herbst 1833 zum Professor der Theologie an der Theologischen Hochschule Luzern berufen. Er lehrte zunächst Dogmatik, Apologetik, Patristik und Symbolik, später vor allem Kirchengeschichte. Aufgrund seiner Opposition gegen die Jesuiten wurde er 1845 aus dem Lehramt entlassen, erhielt allerdings 1847 sein Lehramt zurück. Ab 1864 war er Präsident der Studiendirektion. 1851 wurde er ausserdem Lehrer für Religion am Luzerner Lyzeum. 
Leu galt als liberaler Theologe, geprägt von der Tübinger Schule. Er soll das Bildungswesen des Kantons mitgeprägt haben. Von 1845 bis 1865 war er Mitglied im Erziehungsrat, ab 1862 dessen Vizepräsident. Leu wurde 1840 Chorherr am Stift St. Leodegar im Hof, 1851 dessen Propst im Rang eines infulierten Prälats. 1857 wurde er zudem nichtresidierender Domherr des Bistums Basel. Bei den dortigen Bischofswahlen 1854 und 1863 war er jeweils Hauptkandidat der Diözesanstände, konnte sich allerdings beide Male nicht durchsetzen.
Leu publizierte ab 1844 regelmäßig im Luzerner Volksblatt. Darüber hinaus veröffentlichte er theologische Fachliteratur und Streitschriften, die teilweise unter Pseudonym erschienen. Sein 1853 veröffentlichtes Werk Warnung vor Neuerungen und Uebertreibungen in der katholischen Kirche Deutschlands wurde ein Jahr nach Erscheinen auf den Index gesetzt.
Eduard Herzog, der erste christkatholische Bischof, war sein Neffe.

## Werke (Auswahl)
- Beitrag zur Würdigung des Jesuiten-Ordens. Jannin, Luzern und Bern 1840.
- Beurtheilung des Gutachtens, betreffend die Uebergabe der höhern Lehranstalt des Kantons Luzern an die Gesellschaft Jesu. Meyer, Luzern 1842.
- unter dem Pseudonym Joseph Imhof: Die Jesuiten in Luzern, wie sie kamen, wirkten und gingen. Ein Beitrag zur Geschichte dieses Kantons. Scheitlin und Zollikofer, St. Gallen 1848.
- Allgemeine Theologie enthaltend die theologische Encyclopädie und Apologetik. Scheitlin und Zollikofer, St. Gallen 1848.
- als Herausgeber: Clemens XIV. und die Jesuiten. Nach dem Werke: Geschichte des Pontificats Clemens' XIV nach unedirten Staatsschriften aus dem geheimen Archive des Vaticans von Augustin Theiner. Kaiser, Luzern 1853.
- Warnung vor Neuerungen und Uebertreibungen in der katholischen Kirche Deutschlands. Kaiser, Luzern 1853.
- Gieb Rechenschaft von deinem Glauben. Religionsvorträge für Studirende an Lyceen und oberen Gymnasien und jeden gebildeten Christen. Kaiser, Luzern 1855.
- Lehrbuch der speciellen katholischen Dogmatik. Frz. Jos. Schiffmann, Luzern 1864.
- Predigten auf alle Sonntage des Kirchenjahrs nebst einigen Gelegenheitspredigten. C. von Matt, Stans 1865.